# Naurszkajai járás

A Naurszkajai járás Csecsenföldön

A Naurszkajai járás (oroszul: Наурский район, csecsenül: НIовр-ГӀалин кIошт) Oroszország egyik járása Csecsenföldön. Székhelye Naurszkaja.

## Népesség
- 1989-ben 46 422 lakosa volt, melyből 27 583 csecsen (59,4%), 16 589 orosz (35,7%), 517 ukrán, 244 ingus, 180 avar, 77 örmény, 73 kumik, 11 nogaj.
- 2002-ben 51 143 lakosa volt, melyből 41 732 csecsen (81,6%), 6 538 orosz (12,8%), 92 ukrán, 88 avar, 71 kumik, 56 örmény, 53 ingus, 12 nogaj.
- 2010-ben 54 752 lakosa volt, melyből 46 376 csecsen, 4 394 orosz, 1 434 török, 325 avar, 452 kumik, 357 tabaszaran, 175 lezg, 110 örmény, 100 kazah, 92 azeri, 88 kabard, 83 tatár, 74 oszét, 51 rutul, 50 ukrán, 43 dargin, 41 ingus, 34 nogaj, 28 grúz, 26 baskír stb.